# Prvenstvo Anglije 1939
Prvenstvo Anglije 1939 v tenisu.

## Moški posamično
Bobby Riggs :  Elwood Cooke, 2-6, 8-6, 3-6, 6-3, 6-2

## Ženske posamično
Alice Marble :  Kay Stammers, 6-2, 6-0

## Moške dvojice
Elwood Cooke /  Bobby Riggs :  Charles Hare /  Frank Wilde, 6–3, 3–6, 6–3, 9–7

## Ženske dvojice
Sarah Fabyan /  Alice Marble :  Helen Hull Jacobs /  Billie Yorke, 6–1, 6–0

## Mešane dvojice
Alice Marble  /  Bobby Riggs :  Nancy Brown /  Frank Wilde, 9–7, 6–1